# Veselka, Novi Sanjarî
Veselka (în ucraineană Веселка) este un sat în comuna Drabînivka din raionul Novi Sanjarî, regiunea Poltava, Ucraina.

## Demografie
Componența lingvistică a localității Veselka
     Ucraineană (100%)
Conform recensământului din 2001, toată populația localității Veselka era vorbitoare de ucraineană (100%).